# 佩普西湖

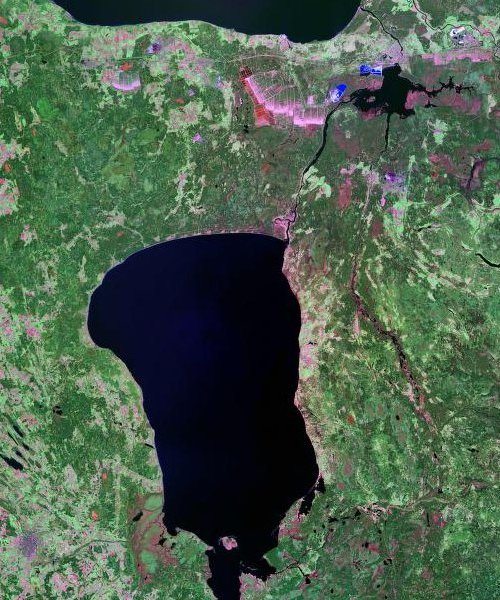

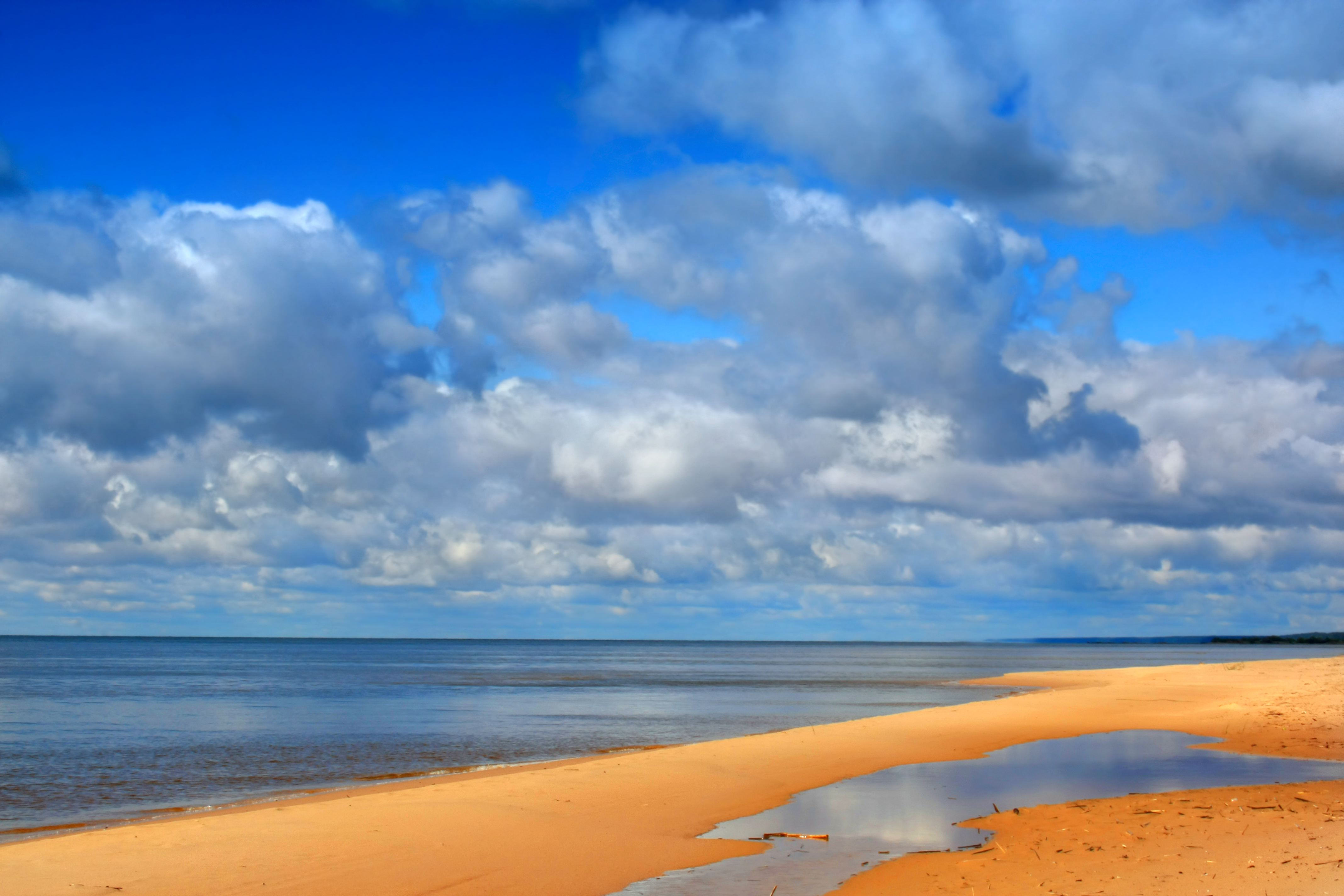

佩普西湖，俄罗斯称之为楚德湖（俄语：Чудское озеро），是北歐的湖泊，位於俄羅斯和愛沙尼亞邊境，長72公里、寬50公里，面積2,611平方公里，最大水深12.9米，海拔高度30米，該地區每年平均降雨量575毫米。